# After Forever (album)
After Forever − piąty album studyjny i zarazem ostatni album w karierze zespołu After Forever. Album ukazał się 23 kwietnia 2007 roku nakładem Nuclear Blast.

## Lista utworów
1. "Discord" – 4:36
2. "Evoke" – 4:23
3. "Transitory" – 3:28
4. "Energize Me" – 3:09
5. "Equally Destructive" – 3:31
6. "Withering Time" – 4:31
7. "De-Energized" – 5:09
8. "Cry With a Smile" – 4:25
9. "Envision" – 3:56
10. "Who I Am" – 4:35
11. "Dreamflight" – 11:08
12. "Empty Memories" – 4:55

### Utwory bonusowe
1. "Lonely" – 3:24
2. "Sweet Enclosure" – 5:03

### DVD
Płyta DVD została dołączona do edycji wydanej w Północnej Ameryce. Zawiera:
1. "Discord" Video
2. "Equally Destructive" Video
3. "Energize Me" Video
4. Galeria zdjęć

## Twórcy
- Floor Jansen – wokal
- Sander Gommans – gitara, growl
- Bas Maas – gitara, wokal
- Luuk van Gerven – gitara basowa
- Joost van den Broek – keyboard
- Andre Borgman – perkusja

## Dodatkowi muzycy
- Rannveig Sif Sigurdardottir – wokal (mezzosopran)
- Amanda Somerville – wokal (alt)
- Previn Moore – wokal (bas)
- Jeff Waters – gitara w "De-energized"
- Doro Pesch – wokal (alt) w "Who I Am"
- Prague Symphonic Orchestra